# The Fountainhead (film)
The Fountainhead is een Amerikaanse dramafilm uit 1949 onder regie van King Vidor. Het scenario is gebaseerd op de gelijknamige roman uit 1943 van de Russisch-Amerikaanse auteur Ayn Rand.

## Verhaal
De idealistische architect Howard Roark treedt voor het voetlicht met zijn plannen voor ultramoderne gebouwen. De massa begrijpt hem niet en maakt de uitvoering van zijn ontwerpen praktisch onmogelijk. De krantenmagnaat Gail Wynand helpt hem uit eigenbelang bij de verwezenlijking ervan. Hij stelt ook een vrouw aan als opzichter. Zij is geïnteresseerd in Roark, hoewel ze botsende karakters hebben.

## Rolverdeling
| Acteur         | Personage           |
| -------------- | ------------------- |
| Gary Cooper    | Howard Roark        |
| Patricia Neal  | Dominique Francon   |
| Raymond Massey | Gail Wynand         |
| Kent Smith     | Peter Keating       |
| Robert Douglas | Ellsworth M. Toohey |
| Henry Hull     | Henry Cameron       |
| Ray Collins    | Roger Enright       |
| Moroni Olsen   | Voorzitter          |
| Jerome Cowan   | Alvah Scarret       |